# Болдин, Иван Васильевич
Ива́н Васи́льевич Бо́лдин (3 [15] августа 1892, Высокая, Инсарский уезд, Пензенская губерния, Российская империя — 28 марта 1965, Киев, СССР) — советский военачальник, командующий армией в годы Великой Отечественной войны, генерал-полковник (1944).

## Биография
Из крестьян. В детстве и в юности жил в родной деревне, работал в крестьянском хозяйстве. Из-за тяжёлого материального положения семьи окончил только 2 класса сельской трёхлетней школы в 1901 году.
На военную службу в Русскую императорскую армию призван в июле 1914 года. Служил в 2-й Пензенской стрелковой дружине, окончил полковую учебную команду в 23-м Кавказском пехотном полку в городе Инсар. С конца 1914 года участвовал в Первой мировой войне в чинах младшего и старшего унтер-офицера в составе 77-го Тенгинского пехотного полка. С полком воевал в Кавказской армии против турецких войск; был командиром отделения, затем командиром взвода разведки. За храбрость в боях награждён двумя Георгиевскими крестами. В 1917 году избирался членом полкового и дивизионного солдатских комитетов.
Был отпущен в отпуск в ноябре 1917 года, выехал на родину и более на фронт не вернулся. С января 1918 года — заместитель председателя Инсарского уездного исполкома, с марта 1918 года — председатель этого исполкома. С января по октябрь 1919 года — член Пензенского губисполкома, одновременно заместитель председателя исполкома и начальник финансового отдела. Член РКП(б) с июня 1918 года.
В Красной Армии с октября 1919 года, по партийной мобилизации. Служил командиром роты 3-го запасного стрелкового полка в Рязани и Петрограде, затем участвовал в Гражданской войне в России, командир роты в Карелии, в Прибалтике, затем против польских войск на Западном фронте. С апреля 1920 командовал ротой и батальоном в 492-м стрелковом полку, а с августа 1920 года — командовал 52-м стрелковым полком 6-й Орловский стрелковой дивизии во время советско-польской войны. После завершения боевых действий полк был размещён в Курске.
С октября 1921 года — на учёбе, в 1923 году окончил Высшую тактическо-стрелковую школу командного состава РККА имени III Коминтерна (курсы «Выстрел»), позднее окончил курсы усовершенствования высшего командного состава при Военной академии РККА им. М. В. Фрунзе в 1926 году, курсы усовершенствования высшего начсостава в 1930 году, Военную академию имени М. В. Фрунзе (учился в Особой группе) в 1936 году.
С августа 1923 года — начальник войск ЧОН Курской губернии, с ноября 1923 года — командир 251-го стрелкового полка 84-й стрелковой дивизии (Тула), с ноября 1924 года — командир-военком Отдельного Московского стрелкового полка (Москва), с октября 1926 года — помощник командира 19-й стрелковой дивизии (Воронеж), а с ноября 1928 года — командир этой дивизии. Кроме того, с июня по ноябрь 1929 года временно исполнял должность командира 10-го стрелкового корпуса.
С мая 1930 года — преподаватель тактики в Военно-политической академии РККА имени Н. Г. Толмачёва. С августа 1930 года — начальник и военный комиссар Объединённой школы переподготовки начсостава оборонной промышленности СССР (Ленинград). В период с апреля 1931 по декабрь 1934 года был командиром и военкомом 53-й Пугачёвской стрелковой дивизии в Приволжском военном округе (Саратов), затем поступил в академию.
26 января—10 февраля 1934 года делегат XVII съезда ВКП(б).
После окончания академии с декабря 1936 года служил инспектором Управления боевой подготовки РККА. С апреля 1937 года — командир 18-й стрелковой дивизии Ленинградского военного округа (Петрозаводск).
В 1938 году — командир 17-го стрелкового корпуса Киевского военного округа (Винница).
С августа 1938 года — командующий войсками только что созданного Калининского военного округа. 7 октября 1938 года утверждён членом Военного совета при народном комиссаре обороны СССР.
В сентябре 1939 года комкор И. В. Болдин командовал конно-механизированной группой Белорусского особого военного округа во время похода советских войск в Польшу. В состав группы входили 5-й стрелковый корпус, 6-й казачий кавалерийский корпус имени И. В. Сталина, 15-й танковый корпус. Этой группой были взяты города Новогрудок, Слоним, Волковыск, Гродно, Белосток, Барановичи.
После участия в инспекционной поездке в Латвию, в октябре 1939 года был назначен командующим войсками Одесского военного округа.
В июне 1940 года с целью присоединения Бессарабии к СССР был образован Южный фронт, в составе которого была сформирована 9-я армия под командованием генерал-лейтенанта Болдина. После завершения похода армия была расформирована, и Болдин вновь стал командующим войсками округа.
В сентябре 1940 года переведён в Западный Особый военный округ на должность заместителя командующего войсками. С января 1941 года — 1-й заместитель командующего войсками Западного особого военного округа.

## Великая Отечественная война
Начало Великой Отечественной войны встретил в должности заместителя командующего Западным фронтом. В первые часы войны вылетел из Минска в Гродно для организации боевых действий.
В 23-40 22 июня 1941 года получил приказ от командующего фронтом Д. Г. Павлова организовать контрудар по немецким войскам силами конно-механизированной группы (КМГ) с задачей «нанести удар в направлении Белосток, Липск, южнее Гродно и задачей уничтожить противника на левом берегу р. Неман и не допустить выхода его частей в район Волковыск» окружить и уничтожить противника в районе Гродно — Меркине. В состав группы были включены 6-й и 11-й механизированные корпуса, 6-я и 36-я кавалерийские дивизии, а также отдельный гаубичный полк. Причём 11-й мехкорпус вёл ожесточённый бой в полном составе с середины дня 22 июня, с трудом сдерживал наступление двух немецких дивизий и уже нёс значительные потери, не имея возможности выйти из боя и сосредоточиться для контрудара,  а 6-й мехкорпус должен был прибыть маршем в исходный район (по пути движения подвергался непрерывным ударам авиации противника, были уничтожены колонны с горючим и боеприпасами, пострадали и сами танковые части). Фактически при совершении контрудара Болдин располагал только 29-й моторизованной дивизией, 7-й танковой дивизией (без одного полка), 8-м танковым полком 4-й танковой дивизии и обеими кавалерийскими дивизиями, а уже в разгар сражения к нему прибыла ослабленная 33-я танковая дивизия. В таком слабом составе КМГ Болдина с поставленными задачами не справилась, добившись лишь оттеснения частей немецкого 20-го армейского корпуса из состава 9-й армии до 20 километров, создав разрыв в линии фронта и вынудив весь 20-й армейский корпус перейти к обороне. Противник спешно перебросил навстречу КМГ 129-ю пехотную дивизию, дополнительные силы артиллерии и перенаправил в этот район большие силы авиации. КМГ понесла большие потери, особенно в танках (свыше 200 единиц). Никакими резервами для развития успеха Болдин не обладал, более того — днём 25 июня командующий фронтом вывел из его подчинения весь 6-й механизированный корпус на другой участок фронта. 
В результате утратившая наступательные способности КМГ Болдина вскоре была окружена и разгромлена в районе Белостока в ходе Белостокско-Минского сражения. Оказавшись в окружении, генерал Болдин собрал и возглавил большую группу из остатков разбитых частей, с боями прошёл по немецким тылам несколько сотен километров. 7 августа генерал-лейтенант Болдин с группой около 100 человек присоединился к отряду комиссара 91-й сд Шляпина и принял на себя командование объединённым отрядом. В этот же день к нему присоединились ещё четыре отряда бойцов из других дивизий, численность группы составила почти 2 000 человек. Болдин наладил в ней управление и строгую дисциплину, организовал непрерывную разведку и начал поход к линии фронта. 11 августа 1941 года группа генерала Болдина с боем прорвалась из окружения. Уничтожив до 1 тыс. немцев, 5 батарей артиллерии, 13 станковых и 7 ручных пулеметов, до 100 автомашин и 130 мотоциклов и потеряв при прорыве 211 человек убитыми и 6 орудий, сводная дивизия в количестве 1664 человека вышла из окружения. Уже 14 августа 1941 года И. В. Болдин был принят И. В. Сталиным в Кремле. Его действия были поставлены в пример Красной Армии в приказе № 270 Ставки Верховного Главного Командования Красной Армии от 16 августа 1941 года.
После выхода из окружения вновь был назначен заместителем командующего Западным фронтом. Во время Вяземской катастрофы войск Западного фронта в начале октября 1941 года вторично попал в окружение. Вышел из окружения 5 ноября 1941 года, при прорыве был ранен. Был назначен командующим 19-й армией, но в командование не вступил. Прямо из госпиталя был вызван 22 ноября к начальнику Генерального штаба Б. М. Шапошникову, назначен командующим 50-й армией и в тот же день выехал на фронт. Командовал этой армией с ноября 1941 по февраль 1945 года.
Особенно отличился во время обороны Тулы в ноябре-декабре 1941 года. Войска армии почти в полном окружении при недостатке сил отбивали атаки немецкой 2-й танковой группы генерала Г. Гудериана, а в декабре 1941 года совместно с другими армиями фронта отбросили врага от Тулы в Тульской наступательной операции. Затем с различной степенью успеха руководил войсками армии в Калужской наступательной операции, Ржевско-Вяземской наступательной операции 1942 года и Ржевско-Вяземской наступательной операции 1943 года, Орловской операции, Смоленской наступательной операции, Брянской наступательной операции, Гомельско-Речицкой операции, Белорусской наступательной операции.
Снят с должности командарма командующим фронтом К. К. Рокоссовским в ходе Восточно-Прусской наступательной операции 2 февраля 1945 года за неудовлетворительную организацию разведки: не выявил отход противника и провёл многочасовую артиллерийскую подготовку в полосе армии по пустому месту. При этом генерал Болдин в течение двух суток докладывал в штаб фронта, что ведёт с противником решительный бой.
В апреле 1945 года И. В. Болдин был назначен заместителем командующего 3-м Украинским фронтом, участвовал в завершающих сражениях на территории Австрии.

## Послевоенный период
После войны Болдин командовал 27-й армией в Южной группе войск (армия дислоцировалась в восточных районах Румынии), откуда осенью 1945 года начался её вывод в СССР в состав Прикарпатского военного округа. С июля 1946 по март 1951 года — командующий 8-й гвардейской армией в Группе советских оккупационных войск в Германии, одновременно — начальник Управления Советской Военной администрации в Германии в Тюрингии. На этом посту в 1946 году не только дал согласие на восстановление разрушенного Немецкого национального театра в Веймаре, но и выделил на это дело строительные материалы и советский сапёрный батальон. В августе 1948 года театр дал свой первый спектакль в восстановленном здании. После отъезда из Германии служил командующим войсками Восточно-Сибирского военного округа (с марта 1951 по апрель 1953), 1-м заместителем командующего войсками Киевского военного округа (с октября 1953 по май 1958 года).
С мая 1958 года — в Группе генеральных инспекторов Министерства обороны СССР. Автор мемуаров «Страницы жизни» (1961). Похоронен на Байковом кладбище в Киеве.

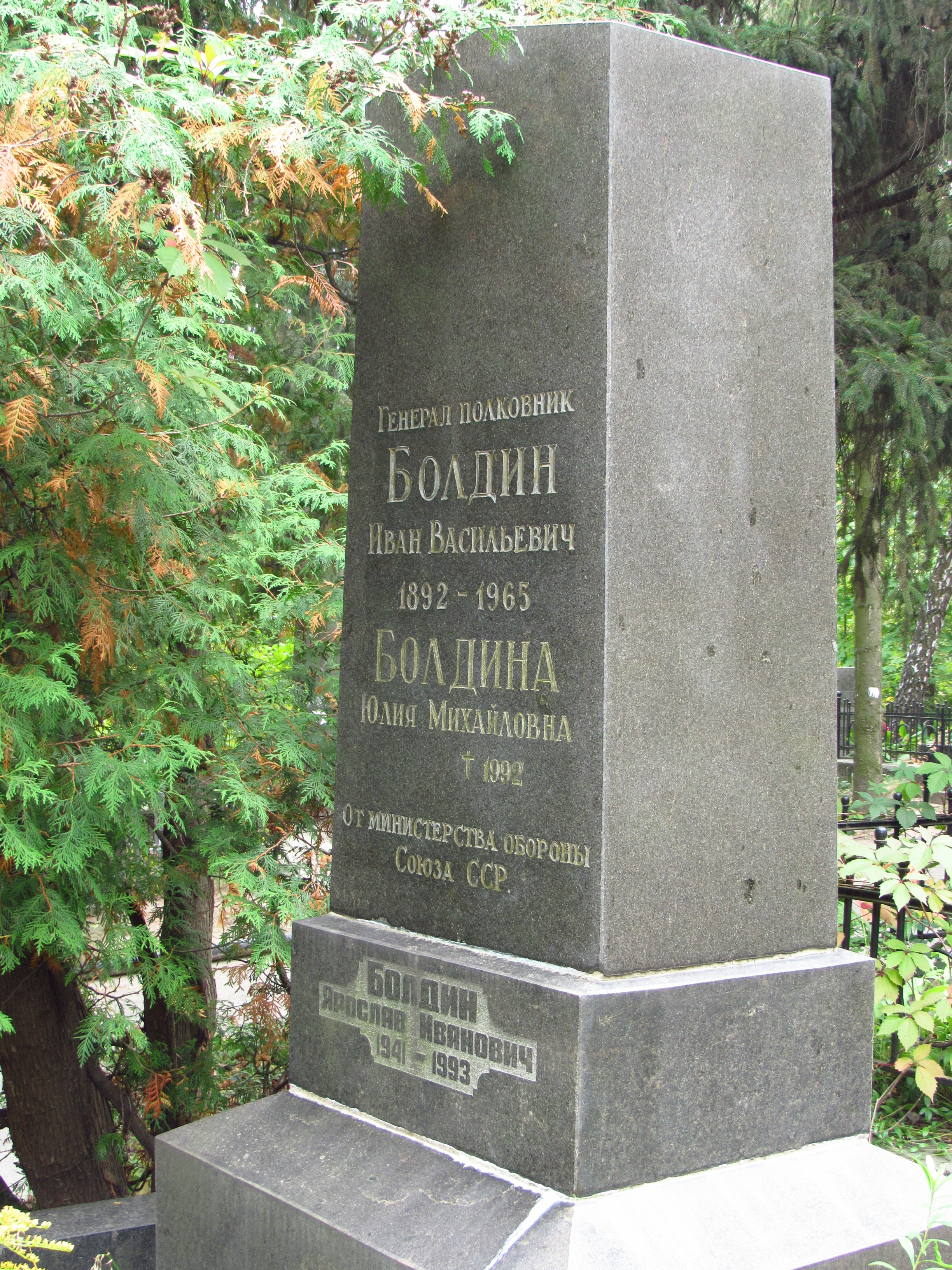
Могила И. В. Болдина

## Воинские звания
- Комбриг (17.02.1936)[20]
- Комдив (17.02.1938)[21]
- Комкор (09.02.1939)[22]
- Командарм 2-го ранга (05.12.1939)[23]
- Генерал-лейтенант (04.06.1940)[24]
- Генерал-полковник (15.07.1944)[25]

## Награды
- Два ордена Ленина (2.01.1942, 21.02.1945)[26]
- Три ордена Красного Знамени (24.02.1933, 3.11.1944, 15.11.1950)
- Орден Суворова I степени (18.09.1943)
- Орден Кутузова I степени (21.07.1944)
- Два ордена Красной Звезды (22.02.1938, 9.08.1962)
- Медаль «За оборону Москвы»
- Медаль «За победу над Германией в Великой Отечественной войне 1941—1945 гг.»
- Медаль «За взятие Будапешта»
- Медаль «За взятие Вены»
- Ряд других медалей СССР
- Георгиевский крест IV степени (1916)
- Георгиевский крест III степени (18.02.1917)

Иностранные награды:
- Орден Красного Знамени (МНР)
- Медаль «Победы и Свободы» (ПНР)
- Медаль «За Одру, Нису и Балтику» (ПНР)

## Мемуары
- Болдин И. В. Страницы жизни. — М.: Воениздат, 1961.
- Болдин И. В. Сорок пять дней в тылу врага. // «Военно-исторический журнал». — 1961. — № 4. — С.64—82.
- Болдин И. В. Сквозь вражеское кольцо. // «Красная звезда». — 1941. — 20 августа. — № 195 (4950).

## Память
- Почётный гражданин города Гродно (22.02.1968, посмертно)[27][28][29].
- В Калуге установлен бюст И. В. Болдина в сквере его имени (29.12.2017).[30]
- Средней общеобразовательной школе № 13 в городе—герое Туле присвоено имя генерала И. В. Болдина.
- Мемориальная доска установлена на здании гимназии № 2 в Гродно.
- Именем И. В. Болдина названы улицы в Климовичах, Хотимске, Калуге, Черикове, Могилёве (Улица Болдина), Туле, Гродно, Саранске, Кадошкино (Мордовия), Щёкино (Тульская область), Ямное (Воронежская область), сквер в Калуге[31].
- Имя Героя носит дружина[32].